# Bisdom Surigao
Het bisdom Surigao (Latijn: Dioecesis Surigensis) is een rooms-katholiek bisdom in de Filipijnen en een van de suffragane bisdommen van het aartsbisdom Cagayan de Oro. Bisdom Surigao werd op 3 juni 1939 opgericht en beslaat de provincies Surigao del Norte en Dinagat Islands. De bisschop van Surigao is sinds 2001 Antonieto Cabajog. De zetel van de bisschop is de Surigao City Cathedral in Surigao City. Het bisdom telde in 2004 een totaal aantal van 414.608 geregistreerde gedoopte katholieken op een totale bevolking van 529.666 inwoners.

## Bisschoppen[1]
- John Vrakking (25 mei 1940 - 12 mei 1953 )
- Charles Van den Ouwelant (23 mei 1955 - 10 januari 1973 )
- Miguel C. Cinches (10 januari 1973 - 21 april 2001 )
- Antonieto D. Cabajog (21 april 2001 - heden)